# 蝎虎座V350
蝎虎座V350，又名BD+48 3747，HD 213389、SAO 52073、HR 8575，是蝎虎座的一颗恒星，视星等为6.4，位于銀經100.61，銀緯-7.29，其B1900.0坐标为赤經22h 25m 59.6s，赤緯+48° -7.29′ 41″。